# Hindumolyfélék
A hindumolyfélék (Lecithoceridae) a valódi lepkék (Glossata) alrendjébe tartozó Gelechioidea öregcsalád egyik családja körülbelül száznegyven nemmel.

## Származásuk, elterjedésük
A legtöbb faj Indiában, Srí Lankán és a szomszédos területeken terjedt el. Magyarországon három fajuk él, ezek egyike a nagy hindumoly (Homaloxestis briantiella avagy Lecithocera briantiella)

## Életmódjuk, élőhelyük
Életmódjukról alig tudunk valamit, hernyóik tápnövényeit nem ismerjük (Mészáros, 2005).

## Magyarországi fajaik
- nagy hindumoly (Homaloxestis briantiella Turati, 1879) – Mediterrán faj, hazánkban a száraz élőhelyeken jellegzetes, de nem gyakori (Fazekas, 2001; Buschmann, 2003; Mészáros, 2005; Pastorális, 2011; Pastorális & Szeőke, 2011);
- kis hindumoly (Lecithocera nigrana, L. luticornella Duponchel, 1836) – hazánkban sokfelé előfordul (Buschmann, 2003; Pastorális, 2011; Pastorális & Szeőke, 2011);
- árvamoly (Odites kollarella, O. lutrella Costa, 1832) – hazánkban közönséges, de nem gyakori (Pastorális, 2011; Pastorális & Szeőke, 2011);